# Tutaekuri River (Hawke’s Bay)
Der Tutaekuri River ist ein Fluss im Osten der Nordinsel Neuseelands, dessen Mündung an der Hawke Bay des Pazifischen Ozeans liegt.

## Geographie
Der Tutaekuri River entspringt an der Südwestflanke des 1507 m hohen Kaiarahi in der Kaweka Range und windet sich in südöstlicher Fließrichtung durch Schluchten, teils mit kleinen Wasserfällen im Verlauf. Außerhalb des Gebirgszugs behält er die Richtung bei, nimmt das Wasser des Donald River sowie Mangaone River auf, durchströmt die Heretaunga Plains und mündet südlich von Napier in die Hawke Bay. Das Mündungsgebiet teilt er sich mit dem Ngaruroro River sowie dem Clive River.

## Geschichte
Der heutige Unterlauf sowie das Mündungsgebiet des Tutaekuri River bestehen seit den Folgen des Hawke’s-Bay-Erdbebens von 1931, welches das Gebiet der Heretaunga Plains teils um mehrere Höhenmeter hob bzw. senkte. Das ursprüngliche Mündungsgebiet der Ahuriri Lagune verlandete dabei. Dies, sowie Arbeiten am Flussverlauf zur Vermeidung weiterer Überschwemmungen, wie die von Napier 1867, 1897 oder 1917, führten zum aktuellen Flussverlauf hin zur Mündung mit dem Ngaruroro River.

## Infrastruktur
Um die Stadt Napier und im Flachland verlaufen zahlreiche Straßen in der Nähe des Flusses, der New Zealand State Highway 2 sowie der New Zealand State Highway 50 überbrücken ihn. Weitere Straßen führen bis in die bergige Region. Über die Bergkämme rund um die Quelle verlaufen Wanderwege.